# シャルル・エドゥアール・ギヨーム
シャルル・エドゥアール・ギヨーム （Charles Edouard Guillaume、1861年2月15日 - 1938年6月13日）はフランス系スイス人の物理学者である。

## 経歴
ヌーシャテル州フルリエ出身。祖父はフランス革命時にロンドンに亡命し時計製造を始めた家系であるが、シャルルの父親の代にフルリエに移住した。
チューリッヒ工科大学で学位を得たあと、パリの国際度量衡局に職を得た。
1897年室温付近の温度変化に対して体積膨張の小さい合金インバー、1899年時計のギョームテンプ、1913年弾性係数変化の少ないエリンバー（Elinvar ）を発明した。1920年に「インバー合金の発見とそれによる精密測定の開発」によりノーベル物理学賞を受賞した。
国際度量衡局の局長をつとめ、温度測定について研究し、ジュネーヴ大学、ヌーシャテル大学、パリ大学から名誉博士号を贈られた。
パリで死去した。